# Dettenheim
Dettenheim este o comună din landul Baden-Württemberg, Germania.